# Грудзинський Петро Петрович
Петро Петрович Грудзинський (? — ?) — український радянський діяч, новатор виробництва, токар Львівського механічного заводу. Депутат Верховної Ради УРСР 5-го скликання.

## Біографія
Понад тридцять років працював токарем на заводах Харкова, Москви, Уралу та Львова. Під час німецько-радянської війни працював токарем військових заводів.
З кінця 1940-х років — токар Львівського механічного заводу.
Член ВКП(б) з 1948 року.
Двічі обирався депутатом Львівської міської ради депутатів трудящих.